# Broskovvej
 Der Broskovvej (deutsch „Brückenwaldweg“) ist eine Straße (dänisch Oldtidsvej) aus der germanischen Eisenzeit (1–375 n. Chr.) in Dänemark. Das gut erhaltene Straßenstück liegt zwischen Tappernøje und Præstø auf der Insel Seeland. Es stammt aus einer Zeit lebhafter Kontakte nach Süden, die eventuell bis ins Römische Reich gingen. Zwischen 300 und 400 n. Chr. wurde vom 30 km nordöstlich gelegenen Stevns und von anderen Orten im Ostseeraum aus (siehe Gudme) ein Seehandel organisiert, der auch römische Warenimporte beinhaltete.
Die bisher älteste gepflasterte Straße Dänemarks wurde etwa 300 n. Chr. aus großen flachen Steinen gebaut. Die Steine sind sorgfältig verlegt, um die Zwischenräume so klein wie möglich zu halten. Die Fahrbahn ruht auf einem schweren Steinfundament. Randsteine an den Seiten haben die Funktion das Abgleiten zu verhindern. Der Straßenrest ist etwa 75 m lang. Am Nordende liegt eine 15 m breite und etwa 1 m tiefe Senke. Der Broskovvejen diente als Furt durch den Bach Hulebækken. Meterhohe Steine bilden den Boden und das Fundament in der Furt. Der Broskovvejen verläuft wie andere eisenzeitliche Straßen, wie der Tibirkevejen, parallel zu einer modernen Straße und ist wahrscheinlich deren Vorgänger. Der Weg erinnert auch an die nahe gelegenen Risby-vejene (Risbywege).
Straßen dieser Art erleichterten den Übergang über sumpfiges Gelände oder Bachläufe. Der Verlauf von Wegen lässt sich bereits aus der Steinzeit nachweisen, als Reisigbündel und Zweige auf sumpfigen Strecken ausgelegt wurden oder Bohlenwege durchs Moor führten.
Speerspitzen, ein eisernes Messer und eine Bernsteinperle bezeugen, dass die Straße um das Jahr 300 in Gebrauch war. Im Hinterland teilt sich die Straße fächerförmig als Zufahrt dreier gut erhaltener doppelspuriger Hohlwege in den Hängen nach Norden im Wald Storkeskoven.
Im Mittelalter wurde eine neue Straße gebaut, die im Norden auf der vorgeschichtlichen Straße verläuft. Hier wurde ein Hufeisen aus dem 14. Jahrhundert gefunden. Die mittelalterliche Straße besteht aus kleineren Steinen als die vorgeschichtliche. An zwei Stellen ist sie von Furten unterbrochen, was darauf schließen lässt, dass der Bach Hulebækken einst zwei Arme hatte oder mäandrierte.